# 英雄與將軍
《英雄與將軍》是一款結合第一人稱射擊以及即時戰略的二戰模擬遊戲。由獨立遊戲工作室Reto-Moto開發和發表；該工作室為IO Interactive和刺客任務系列的原先創始者所創立。開發者稱之為『大型多人參與遊戲』，以其和大型多人線上遊戲有所區別，因為該遊戲在FPS戰場上的行為會直接影響到世界地圖上各勢力的領土消長。玩家可扮演納粹德國、盟軍以及蘇聯。遊戲中有步兵、戰車兵、飛行員、傘兵等職業可供選擇，玩家們透過彼此的合作佔領據點進而獲得勝利。
2023年1月31日，TLM-Game發表聲明，《英雄與將軍》遊戲將於2023／05／25關閉伺服器，並且表示正在研發英雄與將軍2，目前已在KickStarter發表眾籌。
目前有本遊戲的愛好者正嘗試建立並維持私人服務器。

## 遊戲操作
《英雄與將軍》是個由多個平台所組成的線上戰爭遊戲。玩家可以扮演戰場上的英雄、在世界地圖上下策略部署的將軍、或者是兩者兼有的指揮官。每個角色的行動都會影響到整個戰局——mmosite.com
遊戲主要是建立在第一人稱射擊遊戲，但是和遊戲中的世界互相連結、影響。玩家開始可以任意選擇各陣營的士兵（德軍、美軍和蘇軍）並加以升級。
該遊戲囊括二戰時期的坦克、戰鬥機和路面載具；步兵單位在遊戲中亦扮演了相當重要的地位。世界地圖上由將軍和指揮官策劃的行動會影響到第一人稱戰場上的部隊資源、作戰地點。玩家會進入各種類型的地圖，如平原、鄉村、山谷或是城市。

## 內容
《英雄與將軍》也有能與其他二戰題材遊戲有所區別的特點，廣大地圖上的地形及植被可以讓玩家充分利用，避免被狙擊手發現。 該作為免費遊戲；但和其他相似性質的FPS線上遊戲不同的是，它擁有陣營、多種載具和許多細節可以與戰地風雲或決勝時刻系列比擬。平板或手機曾可遊玩戰役模式的指揮，但目前已暫停支援上述行動裝置。玩家可根據該國特別的武器及兵種職業等向度任意選擇三個陣營的士兵。

### 貨幣
銀幣（Credit）：最基本的遊戲貨幣，幾乎所有物品都可以用此貨幣購買。遊戲採時薪制，根據軍階高低給與參與戰鬥的玩家薪水；若有佔領、殺敵、堅守逆勢等特別貢獻則會有所加成。
戰爭資金（Warfund）：編制（購買）、升級世界地圖上戰略小隊所使用的資金，只能由參與戰役及指揮部隊獲得。
金幣（Gold）：使用真錢所購買的貨幣，其他取得方式可從每日贈與或是更新時釋出的獎勵碼兌換。主要可以減少銀幣的使用，但和銀幣並沒有一定的轉換比率；也可以購買戰爭債券、賺取微薄的利息（戰爭債卷目前已移除）。

### 遊戲模式
遊戲將玩家帳戶以累積的總角色軍階經驗分成12個等級，用以解鎖玩家所能參與的遊戲內容。

#### 英雄模式
- 第一人稱射擊遊戲模式，分為練習場（Staged Battle）和戰爭（War）

練習場（Staged Battle）：最一般且平衡的戰鬥模式，其中又細分為遭遇戰（Depot Encounter，只有步兵能參與戰鬥）、一般的衝突（Skirmish）以及突擊（Assault and Defend）。遊戲開始時雙方會由系統給予雙方資源，大部分的目標為佔領並守住中立、敵方或自己的據點；為此單一場次沒有時間限制。突擊戰的大型地圖（機師只能參加該種地圖的戰鬥）會於等級4時開放。
戰爭（War）：在玩家帳戶等級到達10級時開放。戰鬥地圖和練習場相同，然其資源與勝敗跟將軍模式的世界地圖同步；意即由指揮官以上的玩家在世界地圖調派部署部隊資源、當兩軍相接時便開啟戰場，部隊資源（重生名額）便交由在戰場上戰鬥的玩家運用，此時部隊資源還可在戰鬥中持續運入戰場。戰鬥勝敗最終影響到世界地圖上部隊的推進和資源與士氣的消耗。在戰役模式所給予的經驗、勳帶熟練度和銀幣為練習場的1.5倍，也唯有透過戰役能賺取戰爭資金；根據陣營參與人數的多寡還會另外給予補助獎勵。

#### 將軍模式
- 即時戰略遊戲模式，玩家帳戶等級到達10級時開放。玩家只能在選擇陣營後才可使用將軍和世界地圖局勢檢索的功能[7]；一旦加入任一陣營後，必須等到該場戰役結束（任一陣營取得24座中的15座主要城市）後才能新的戰役重新選擇。玩家所擁有的部隊依其規模種類，必須由具有相應數量指揮點的遊戲角色指揮才能部署於世界地圖，該名指揮角色則可藉由部隊表現來賺取大量軍階經驗。

世界地圖：目前僅有歐洲戰場，所有參與歐戰的國家都在其中。其間有上百座大小不一的城市，大多數必須要和原先起始的首都（2座）有所連結才能佔領；有些機場地圖可以靠空降來搶奪。各城市的路線領有完善度會影響到交戰時戰場進攻/防守路線的多寡。戰役的最終目標是將世界地圖上的重要都市（多為國家首都）納入己方勢力中（24座中奪取15座），任一陣營達成該目標或有一陣營喪失所有重要都市後戰役隨即結束。遭遇戰及衝突是在地圖上連結城市間的道路上發生，突擊則是部隊進入敵對城市後所展開的攻防戰。

### 可操作的角色
- 每位角色的武器、勳帶熟練度和物品無法共用與轉讓，將軍模式的部隊則可變換角色指揮或閒置。步兵以外的兵種或額外的步兵必須透過購買取得。在公測期間購買的角色則保有先前的轉職權利，但能否轉職的依據改為帳戶等級(現在版本的新玩家無法轉職)

英雄（Heroes）：玩家在第一人稱遊戲中的角色，分為五種軍種。進入戰場遊玩時不可更動裝備但可切換角色，玩家可藉由購買多名英雄並配置不同裝備以應付戰況。軍階12級以上17級以下的英雄角色成為指揮官並開始獲得指揮點，得以指揮與其本身相同軍種的部隊參與將軍模式。
步兵（Infantry）：
最基本的兵種，可使用大部分武器和吉普車、摩托車、半履帶車與防空車等載具，可攜帶武器量的負重上限也是全兵種最高。
坦克乘員（Tank Crewman）：
可以使用輕型戰車、中型戰車、重型戰車以及驅逐坦克的兵種，地面部隊的主力。
戰鬥機駕駛（Pilot）：
空軍可以使用炸彈和機砲給予友軍支援和壓制敵方坦克，飛機分為偵察機、戰鬥機、重型戰鬥機。
傘兵（Paratrooper）：
傘兵由AI操作的運輸機送往戰場，能在可投落範圍內於地圖任何地方降落，給予敵方奇襲。
偵查兵（Recon）：
在步槍方面擁有較佳的改裝件可供選擇，預設武器亦為搭配低階狙擊鏡的拴式步槍。此兵種可以操作摩托車和裝甲車。
將軍（General）：
軍階18級以上的角色，僅能遊玩將軍模式並擁有較多指揮點。可由英雄軍階17級封頂後轉職而來，也可直接購買，英雄轉職將軍後所擁有的裝備送入倉庫，可再免費綁定給其他已解鎖的英雄角色。

## 開發
《英雄與將軍》是Reto-Moto基於自家建立在瀏覽器遊戲上、名為「Retox」的3D遊戲引擎所開發。相關更新及發展被團隊稱為「使用者所驅使的開發」，旨在表現遊戲開發的過程，同時也能從玩家獲得回饋。

## 行銷與釋出
2011年10月7日，Reto-Moto在GameTrailers上放了第一支《英雄與將軍》的預告片。
在Steam綠光通過支持門檻後，便於2014年7月11日以提前公測的方式上架到Steam平台，玩家可以使用Steam帳戶免費遊玩。
2016年9月23日正式發行，依然採取免費遊玩，遊戲內提供儲值購買金幣的經營方式。
2018年7月24日，英雄与将军中文版正式发布。

## 外部連結
- 官方网站
- Heroes & Generals的X（前Twitter）
- YouTube上的Heroes & Generals
- Heroes & Generals的Facebook專頁